# Marcinkowo (gromada)
Marcinkowo – dawna gromada, czyli najmniejsza jednostka podziału terytorialnego Polskiej Rzeczypospolitej Ludowej w latach 1954–1972.
Gromady, z gromadzkimi radami narodowymi (GRN) jako organami władzy najniższego stopnia na wsi, funkcjonowały od reformy reorganizującej administrację wiejską przeprowadzonej jesienią 1954 do momentu ich zniesienia z dniem 1 stycznia 1973, tym samym wypierając organizację gminną w latach 1954–1972.
Gromadę Marcinkowo z siedzibą GRN w Marcinkowie utworzono – jako jedną z 8759 gromad na obszarze Polski – w powiecie inowrocławskim w woj. bydgoskim, na mocy uchwały nr 24/7 WRN w Bydgoszczy z dnia 5 października 1954. W skład jednostki weszły obszary dotychczasowych gromad Balczewo, Jacewo, Komaszyce, Marcinkowo, Słońsko, Turzany i Parchanie ze zniesionej gminy Inowrocław-Wschód w tymże powiecie. Dla gromady ustalono 25 członków gromadzkiej rady narodowej.
10 kwietnia 1956 (z mocą obowiązującą wstecz od 29 lutego 1956) z gromady Marcinkowo wyłączono wieś Dziennice, włączając ją do gromady Dulsk w tymże powiecie w tymże województwie.
31 grudnia 1961 do gromady Marcinkowo włączono wsie Marulewy, Trzaski i Dziennice ze zniesionej gromady Dulsk oraz wsie Szpital, Wonorze i Modliborzyce ze zniesionej gromady Wonorze w tymże powiecie; z gromady Marcinkowo wyłączono natomiast wieś Słońsk, włączając ją do znoszonej gromady Latkowo w tymże powiecie.
1 stycznia 1969 z gromady Marcinkowo wyłączono grunty o powierzchni ogólnej 40,42 ha, włączając je do miasta (na prawach powiatu) Inowrocławia w tymże województwie.
1 stycznia 1972 do gromady Marcinkowo włączono sołectwo Słońsko ze zniesionej gromady Szadłowice w tymże powiecie.
Gromada przetrwała do końca 1972 roku, czyli do kolejnej reformy gminnej.